# Dunaremete
Dunaremete – wieś i gmina w północno-zachodniej części Węgier, w pobliżu miasta Mosonmagyaróvár.
Miejscowość leży na obszarze Małej Niziny Węgierskiej, w pobliżu granicy słowackiej i austriackiej. Administracyjnie należy do powiatu Mosonmagyaróvár, wchodzącego w skład komitatu Győr-Moson-Sopron.
Gmina Dunaremete liczy 246 mieszkańców (2009) i zajmuje obszar 4,36 km².